# XVII legislatura della Repubblica Italiana
La XVII legislatura della Repubblica Italiana è stata in carica dal 15 marzo 2013 al 22 marzo 2018.
Le composizioni della Camera dei deputati e del Senato della Repubblica sono state determinate dai risultati delle elezioni politiche del 24 e 25 febbraio 2013, indette dopo lo scioglimento delle Camere da parte del Presidente della Repubblica Giorgio Napolitano avvenuto il 22 dicembre 2012.
Il Presidente della Repubblica Sergio Mattarella, eletto in questa legislatura nel 2015, ha sciolto le Camere il 28 dicembre 2017, dando inizio all'iter che ha portato alle elezioni politiche del 2018.

## Cronologia
Gli adempimenti parlamentari di inizio legislatura prevedono, per ogni Camera:
- costituzione dell'Ufficio di Presidenza provvisorio;
- costituzione della Giunta provvisoria per la verifica dei poteri;
- votazione per il presidente.

La prima seduta del Senato è stata presieduta dal senatore a vita Emilio Colombo (Per le Autonomie - PSI), in qualità di senatore più anziano (dopo la rinuncia di Giulio Andreotti a esercitare tale funzione). La prima seduta della Camera è stata presieduta da Antonio Leone (PdL), in qualità di vicepresidente della precedente legislatura avente la maggiore anzianità di elezione.

### 2013

#### Marzo
- 22: Pier Luigi Bersani è pre-incaricato dal presidente della Repubblica Giorgio Napolitano di formare un Governo, col compito di verificare l'esistenza di una maggioranza stabile sia alla Camera che al Senato.[2]
- 28: il presidente della Repubblica annuncia di voler cercare soluzioni alternative per la formazione di un nuovo Governo dopo che Pier Luigi Bersani non è riuscito a trovare la maggioranza stabile richiesta al Senato.[3]
- 30: il presidente della Repubblica forma due gruppi di lavoro per i contatti con i gruppi parlamentari, il primo di tipo istituzionale formato da Valerio Onida, Mario Mauro, Gaetano Quagliariello e Luciano Violante; mentre il secondo per la materia economico-sociale ed europea è formato da Salvatore Rossi, Giovanni Pitruzzella, Enrico Giovannini, Giancarlo Giorgetti, Filippo Bubbico e dal ministro del governo Monti Enzo Moavero Milanesi.[4]

#### Aprile
- 18: da questa data il Parlamento in seduta comune con i delegati regionali inizia a votare, come prevede la Costituzione, un mese prima della scadenza del settennato di presidenza di Giorgio Napolitano, prevista per il 15 maggio 2013, il nuovo presidente della Repubblica Italiana.
- 20: è chiesto a Giorgio Napolitano, da un ampio schieramento parlamentare, la disponibilità a essere rieletto,[5] che egli ha dato,[6][7] venendo eletto alla sesta votazione con 738 voti su 997 votanti dei 1.007 aventi diritto e divenendo così il primo presidente della Repubblica a essere eletto per un secondo mandato.[8]
- 24: il Presidente della Repubblica Giorgio Napolitano conferisce l'incarico di Presidente del Consiglio dei ministri al deputato del PD Enrico Letta, incarico che questi accetta con riserva.[9]
- 27: Enrico Letta sale al Quirinale nel pomeriggio, scioglie la riserva e annuncia la lista dei ministri.[10]
- 28: il Governo Letta presta giuramento nelle mani del Presidente della repubblica.[11]Laura Boldrini (Presidente della Camera), Giorgio Napolitano (presidente della Repubblica) e Pietro Grasso (Presidente del Senato).

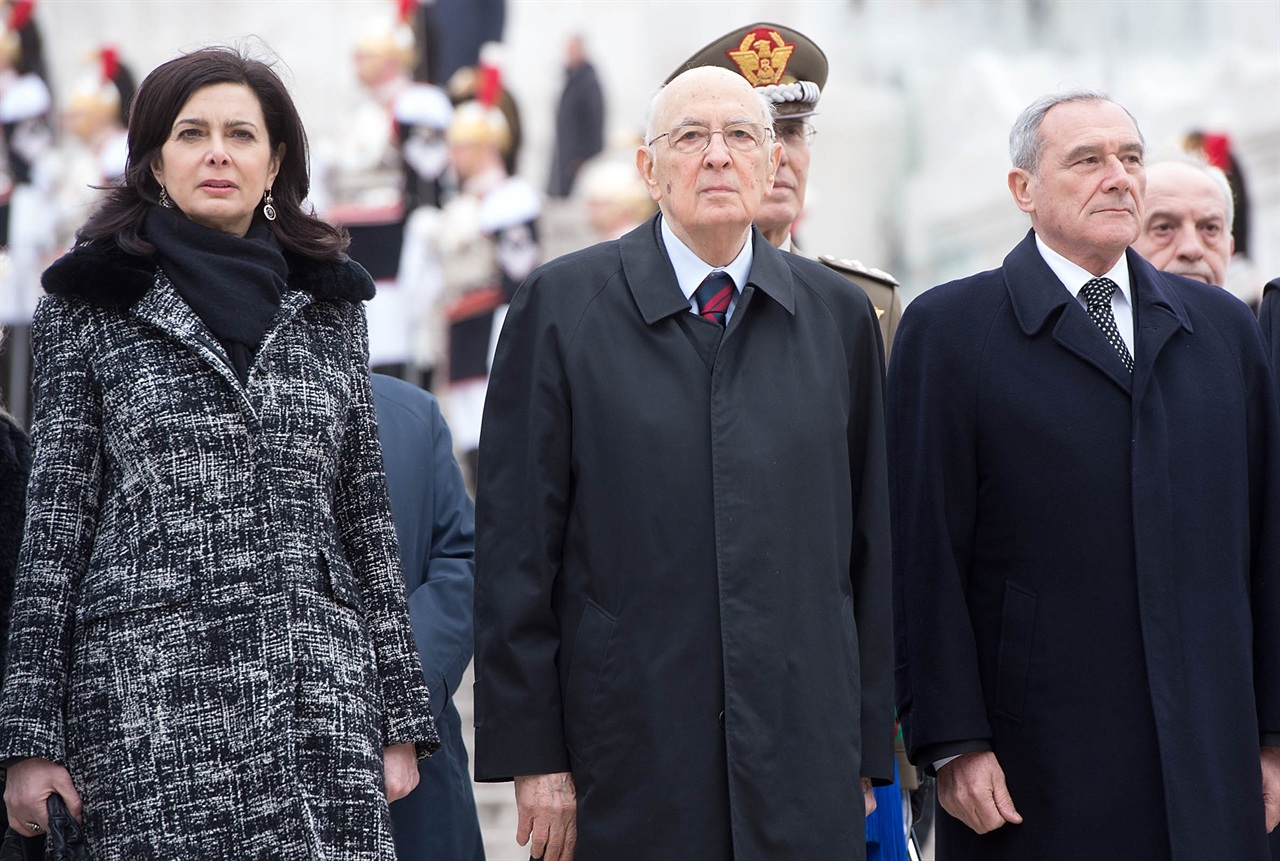
Laura Boldrini (Presidente della Camera), Giorgio Napolitano (presidente della Repubblica) e Pietro Grasso (Presidente del Senato).

- 29: il Governo ottiene la fiducia alla Camera con 453 sì, 153 no e 17 astenuti.[12]
- 30: il Governo ottiene la fiducia al Senato con 233 sì, 59 no e 18 astenuti.[13]

#### Maggio
- 6: muore il parlamentare più anziano, il senatore a vita Giulio Andreotti a 94 anni d'età[14].

#### Giugno
- 24: muore il parlamentare più anziano, il senatore a vita Emilio Colombo, a 93 anni d'età[15]. Josefa Idem, ministro per le Pari opportunità, Sport e Politiche giovanili, si dimette dopo un colloquio con il Presidente del Consiglio Letta[16].

#### Agosto
- 1: Silvio Berlusconi, leader del Popolo della Libertà e senatore della XVII legislatura della Repubblica Italiana, viene condannato a quattro anni di reclusione per frode fiscale con sentenza passata in giudicato nel processo sulla compravendita dei diritti televisivi[17].
- 30:il Presidente della Repubblica Giorgio Napolitano nomina senatori a vita Claudio Abbado, Elena Cattaneo, Renzo Piano e Carlo Rubbia[18].

#### Settembre
- 28 settembre: in seguito alla decisione in notturna del premier Letta di posticipare il decreto che impediva l'aumento dell'IVA dal 21 al 22%, i ministri del PdL si dimettono a richiesta di Silvio Berlusconi, aprendo così di fatto una crisi di governo. Il Presidente del Consiglio annuncia che si presenterà a breve davanti alle camere per chiedere il rinnovo della fiducia al suo governo.[19]
- 29: il premier Letta si reca al Colle dal Presidente della repubblica Giorgio Napolitano, per fare il punto della situazione sul Governo e le alternative possibili. In precedenza il Capo dello Stato aveva dichiarato che avrebbe sciolto le camere solo se non ci fossero state alternative possibili[20].
- 30: a palazzo Chigi pervengono le dimissioni irrevocabili dei ministri PdL. Nel frattempo, la data per il voto di fiducia è fissata al 2 ottobre: in mattinata si voterà al Senato, nel pomeriggio alla Camera[21].

#### Ottobre
- 1: il premier Enrico Letta respinge le dimissioni dei ministri del Popolo della Libertà Angelino Alfano, Nunzia De Girolamo, Beatrice Lorenzin, Maurizio Lupi, Gaetano Quagliariello[22][23].
- 2: il premier Enrico Letta riferisce in mattinata al Senato della Repubblica sulla questione di fiducia. Il Popolo della Libertà, dopo l'annuncio della nascita di gruppi autonomi di parlamentari PdL (capitanati da Angelino Alfano, Fabrizio Cicchitto e Gaetano Quagliariello) favorevoli alla questione di fiducia, ritorna sulle sue posizioni e decide, diversamente da quanto stabilito nelle ore precedenti, di votare la fiducia al governo. A Palazzo Madama, presenti 305 senatori su 321, il governo ottiene la fiducia con 235 sì (PD, PdL, SC, UdC, GS, Il Megafono e Per le Autonomie: SVP-UV-PATT-UPT-PSI-MAIE), 70 no (Movimento 5 Stelle, SEL e Lega Nord), e nessun astenuto su 305 votanti[24]. Votano favorevolmente anche gli ex Movimento 5 Stelle passati al Gruppo misto: Fabiola Anitori, Adele Gambaro, Paola De Pin e Marino Mastrangeli[25]; e i tre senatori a vita presenti in aula: Mario Monti, Elena Cattaneo e Carlo Rubbia. In serata anche la Camera dei deputati, presenti 597 deputati su 630, conferma la fiducia al governo con 435 sì (PD, PdL, SC, UdC, CD, PSI-PLI, MAIE-ApI e Minoranze linguistiche) e 162 no (M5S, SEL, LN e Fratelli d'Italia)[26].
- 4: la Giunta per le immunità del Senato ha deciso a maggioranza di proporre all'aula di palazzo Madama la votazione della decadenza di Silvio Berlusconi da senatore.[27]
- 30: la giunta per il regolamento ha deciso che il voto per la decadenza di Silvio Berlusconi sarà palese e non segreto. Decisivo il voto della senatrice di Scelta Civica Linda Lanzillotta che ha optato per il voto palese, facendo pendere l'ago della bilancia a favore di questo (7 voti per il voto palese e 6 per quello segreto).

#### Novembre
- 16: il Consiglio Nazionale del Popolo della Libertà e Silvio Berlusconi, approvano la sospensione delle attività del PdL e il rilancio di Forza Italia[28], al nuovo partito però non aderiscono le cosiddette Colombe del PdL, la corrente guidata da Angelino Alfano[29], che forma il Nuovo Centrodestra[30] continuando a sostenere il Governo Letta.
- 26: il Governo pone la fiducia sulla legge di stabilità presentando un maxiemendamento che integra le modifiche della commissione bilancio del Senato. Forza Italia, nella conferenza dei capigruppo Paolo Romani e Renato Brunetta, annuncia il no a quella legge e l'uscita dalla maggioranza del Governo Letta[31].
- 27: il Senato della Repubblica Italiana, con 192 sì, 113 no e 2 astenuti[32][33][34], approva con voto palese la decadenza da senatore di Silvio Berlusconi, per effetto della "Legge Severino", in seguito alla condanna di Berlusconi del 1º agosto 2013 per frode fiscale con sentenza passata in giudicato[35]. Silvio Berlusconi perde così la carica di parlamentare della Repubblica Italiana dopo 19 anni di presenza ininterrotta[36]. Hanno votato a favore della decadenza PD, Movimento 5 Stelle, Scelta Civica, Unione di Centro, Sinistra Ecologia Libertà, Il Megafono, Per le Autonomie (SVP-UV-PATT-UPT-PSI-MAIE)[37][38], i senatori a vita Mario Monti, Elena Cattaneo, Carlo Rubbia e Renzo Piano[39][40], e i senatori ex M5S passati al Gruppo misto: Fabiola Anitori, Adele Gambaro, Paola De Pin e Marino Mastrangeli. Hanno votato contro la decadenza Forza Italia, Nuovo Centrodestra, Lega Nord e Grandi Autonomie e Libertà[37][38].

#### Dicembre
- 4: la Corte costituzionale dichiarò l'illegittimità costituzionale della legge elettorale corrente in riferimento al premio di maggioranza assegnato e all'impossibilità per l'elettore di fornire una preferenza.[41][42][43]
- 8: Matteo Renzi, sindaco di Firenze, vince le elezioni primarie del Partito Democratico, venendo eletto segretario con il 67,8% dei voti[44].
- 9: all'indomani del successo nelle primarie del Partito Democratico, il segretario in pectore Matteo Renzi annuncia collaborazione col Governo e ribadisce la fiducia al Governo in un incontro col premier Enrico Letta a Palazzo Chigi. Intanto, "il Movimento dei Forconi" annuncia sciopero a oltranza fino alla mezzanotte del 13, con l'intenzione di protestare contro l'illegittimità del Parlamento e i tagli del Governo. Tensioni soprattutto a Torino, Imperia e Cerignola[45].
- 11: Enrico Letta riferisce prima alla Camera e poi al Senato riguardo alla "questione" di fiducia. Nel discorso il presidente del Consiglio attacca duramente Beppe Grillo, leader del M5S, accusandolo di alimentare l'insubordinazione e i disordini sociali. Dopo attimi di tensione a Montecitorio tra deputati PD e Cinque Stelle, la Camera conferma la fiducia all'esecutivo con 379 sì, 212 no e 2 astenuti. Favorevole la nuova maggioranza che segna la discontinuità (PD, Nuovo Centrodestra, Scelta Civica e Per l'Italia), contraria l'opposizione formata da Forza Italia, Movimento 5 Stelle, Lega Nord, Fratelli d'Italia e Sinistra Ecologia Libertà[46]. In tarda serata, anche il Senato approva la fiducia con 173 sì e 127 no. Votano a favore PD, Nuovo Centrodestra, Scelta Civica e Per l'Italia. Votano contro le opposizioni: Forza Italia, Movimento 5 Stelle, Lega Nord, Sinistra Ecologia Libertà e Fratelli d'Italia. Da segnalare una spaccatura nella Lega al momento delle dichiarazioni di voto; infatti il senatore leghista Michelino Davico, in dissenso con la linea del partito, vota la fiducia a Letta.[47]

### 2014

#### Gennaio
- 20: muore il senatore a vita Claudio Abbado.
- 26: la ministra delle politiche agricole alimentari e forestali Nunzia De Girolamo annuncia le sue dimissioni che, il mattino seguente, vengono accettate dal premier il quale assume l'incarico ad interim.

#### Febbraio
- 13: il capo del governo Enrico Letta viene "sfiduciato" da una mozione di Matteo Renzi nella direzione nazionale del PD, con un documento in cui si chiedeva un cambio dell'esecutivo.[48]
- 14: il presidente del consiglio Enrico Letta si è recato al Quirinale e ha rassegnato dimissioni irrevocabili[49].
- 17: a seguito delle dimissioni irrevocabili di Enrico Letta, il segretario del PD Matteo Renzi viene investito dal Presidente della Repubblica Giorgio Napolitano del mandato esplorativo per formare un nuovo governo[50].
- 18-19: il presidente del Consiglio incaricato svolge le consultazioni con i gruppi parlamentari[51].

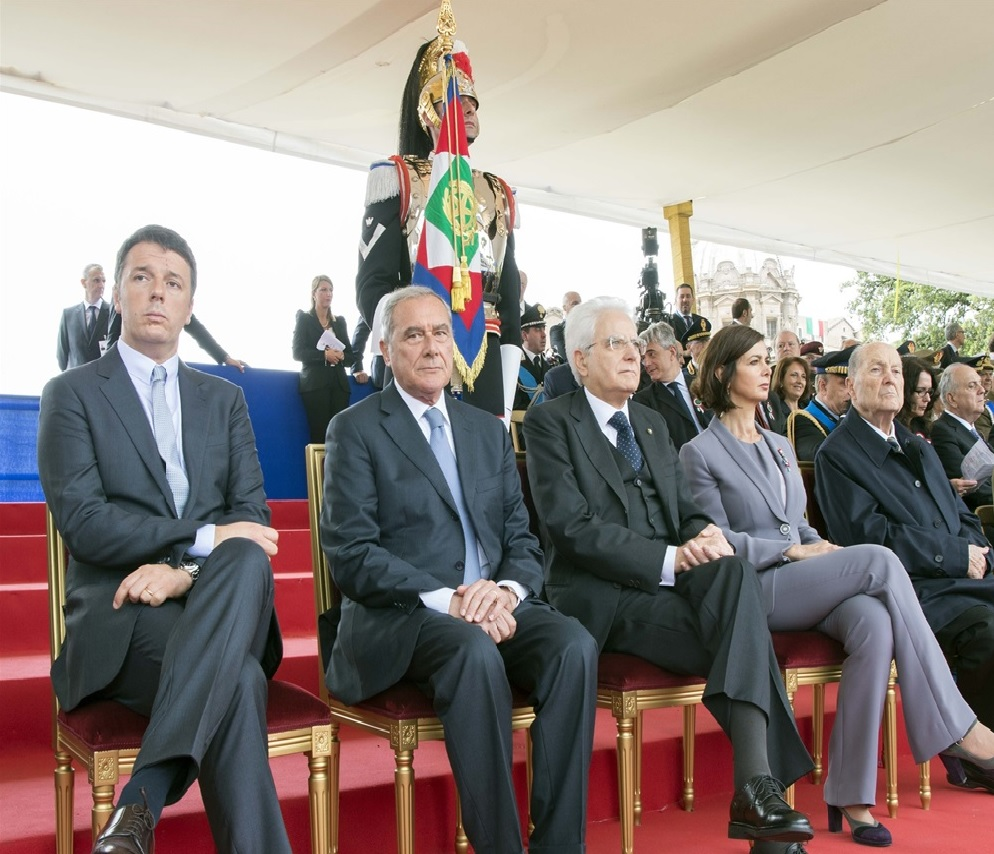
Matteo Renzi (Presidente del Consiglio), Pietro Grasso (Presidente del Senato), Sergio Mattarella (presidente della Repubblica), Laura Boldrini (Presidente della Camera) e Paolo Grossi (Presidente della Corte costituzionale).

- 21: Matteo Renzi si reca al Quirinale, dove scioglie la riserva e presenta la lista dei ministri che comporranno il suo governo.
- 22: il Governo Renzi presta giuramento[52].
- 25: il Governo Renzi ha ottenuto la fiducia prima del Senato della Repubblica (con 169 voti favorevoli e 139 contrari; presenti 309 senatori su 320; maggioranza votanti a 155)[53], poi della Camera dei deputati (con 378 voti favorevoli, 220 contrari e 1 astenuto; presenti 599 deputati su 630, maggioranza votanti a 300)[54].

### 2015

#### Gennaio
- 14: il presidente Giorgio Napolitano rassegna le dimissioni già annunciate nel discorso di fine anno il 31 dicembre 2014[55] per motivi di età[56] ed entra a far parte del Senato come senatore di diritto e a vita.
- 29-31: si è svolta l'elezione del Presidente della Repubblica, con la quale il parlamento riunito in seduta comune alla Camera dei deputati ha eletto Sergio Mattarella alla carica di Presidente della Repubblica Italiana. È stata la prima volta nella storia della Repubblica in cui lo stesso Parlamento è stato chiamato a eleggere per la seconda volta il Capo dello Stato.

### 2016

#### Settembre
- 16: muore il senatore a vita Carlo Azeglio Ciampi.

#### Dicembre
- 5: in seguito alla vittoria del No nel Referendum costituzionale, il premier Matteo Renzi annuncia le dimissioni.
- 7: Matteo Renzi si reca al Quirinale per rassegnare formalmente le dimissioni. Il giorno dopo Il presidente della Repubblica Sergio Mattarella comincia le consultazioni per la formazione del nuovo Governo. Il successivo 11 dicembre il presidente Mattarella conferisce al ministro degli esteri Paolo Gentiloni l'incarico di formare un nuovo Governo.
- 12: il Governo Gentiloni presta giuramento nelle mani del Presidente della repubblica[57].
- 13: Il governo ottiene la fiducia alla Camera dei deputati il 13 dicembre 2016 con 368 voti favorevoli e 105 contrari.
- 14: Il governo ottiene la fiducia al Senato della Repubblica, con 169 voti favorevoli e 99 contrari.

### 2017

#### Gennaio
- 25: la Corte costituzionale dichiarò parzialmente incostituzionale la legge attuale corrente, il cosiddetto Italicum.[58][59]

#### Ottobre
- 27: il Presidente della Repubblica, Sergio Mattarella, rinvia alle Camere, a norma dell'art. 74, I comma, della Costituzione, il disegno di legge Misure per contrastare il finanziamento delle imprese produttrici di mine antipersona, di munizioni e submunizioni a grappolo evidenziando l'esistenza di profili di incostituzionalità.[60]

#### Dicembre
- 28: il Presidente della Repubblica Sergio Mattarella, dopo aver sentito i Presidenti dei due rami del Parlamento, ai sensi dell'articolo 88 della Costituzione, ha firmato il decreto di scioglimento delle Camere[61], che è stato controfirmato dal Presidente del Consiglio dei Ministri Paolo Gentiloni.[62]

### 2018

#### Gennaio
- 19: il Presidente della Repubblica Sergio Mattarella ha nominato come senatrice a vita Liliana Segre.

#### Febbraio
- 24: il Presidente della Repubblica Sergio Mattarella ha nominato come giudice della Corte costituzionale Francesco Viganó.

## Governi
Prima della formazione del Governo Letta è rimasto in carica, per il disbrigo degli affari correnti, il Governo Monti della legislatura precedente.
- Governo Letta

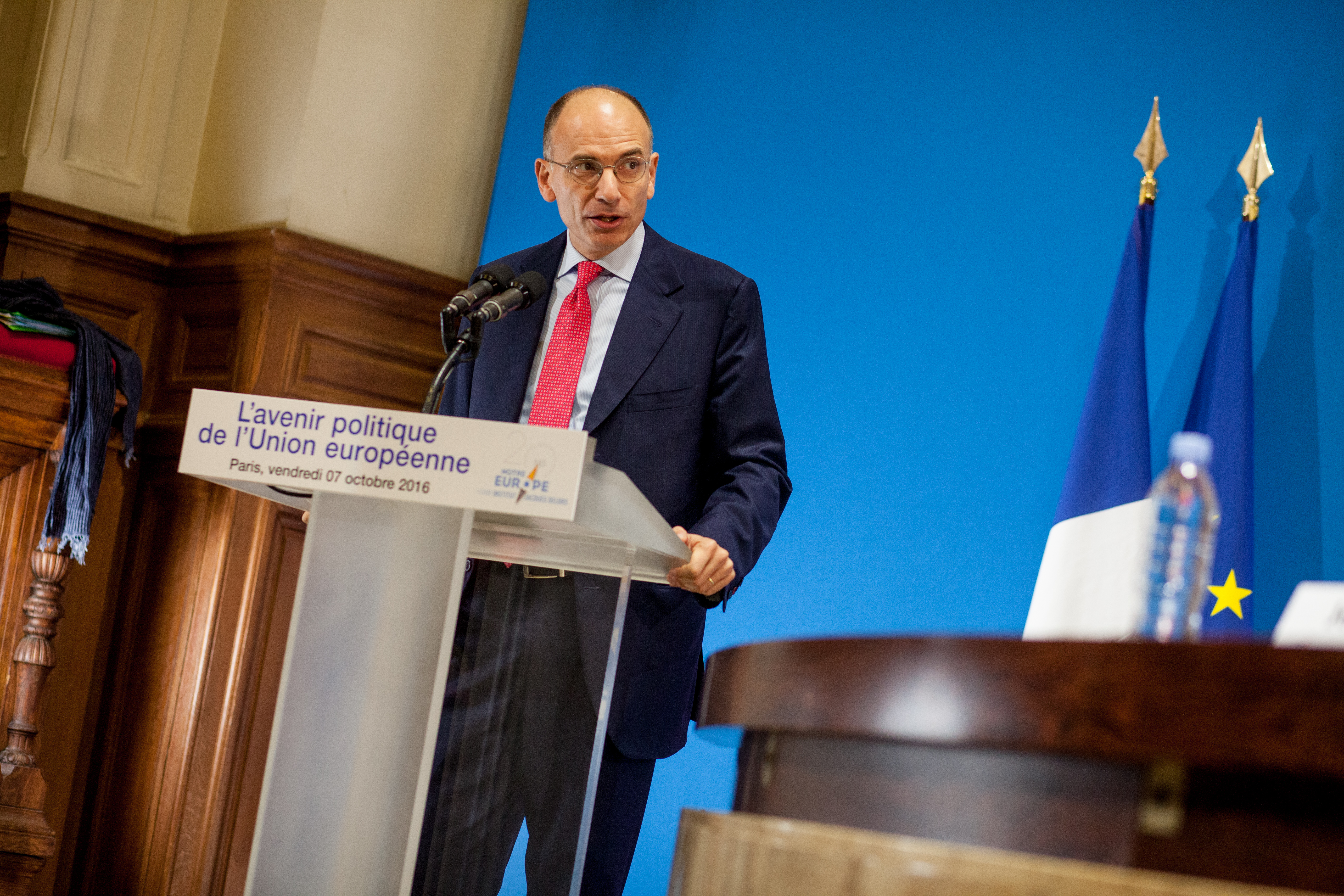
Enrico Letta, Presidente del Consiglio dal 2013 al 2014.

  - Dal 28 aprile 2013 al 22 febbraio 2014
  - Composizione del governo: PD, PdL/NCD, SC, UdC, PpI, RI, Indipendenti
  - Presidente del Consiglio dei Ministri: Enrico Letta (deputato, PD)Matteo Renzi, Presidente del Consiglio dal 2014 al 2016.
- Governo Renzi

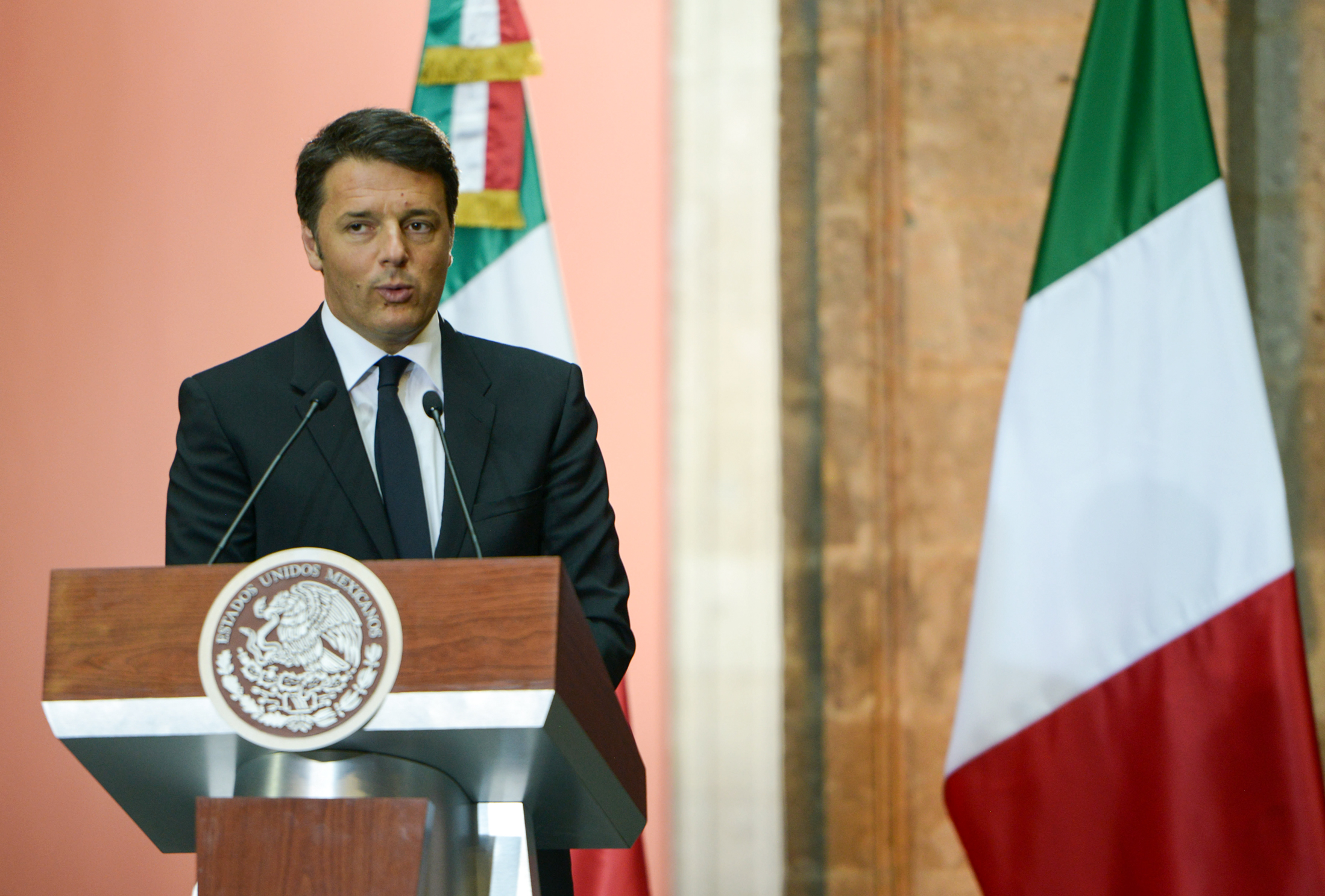
Matteo Renzi, Presidente del Consiglio dal 2014 al 2016.

  - Dal 22 febbraio 2014 al 12 dicembre 2016
  - Composizione del governo: PD, NCD, SC, UdC, Demo.S, CD, PSI, Indipendenti
  - Presidente del Consiglio dei Ministri: Matteo Renzi (PD)

- Governo Gentiloni

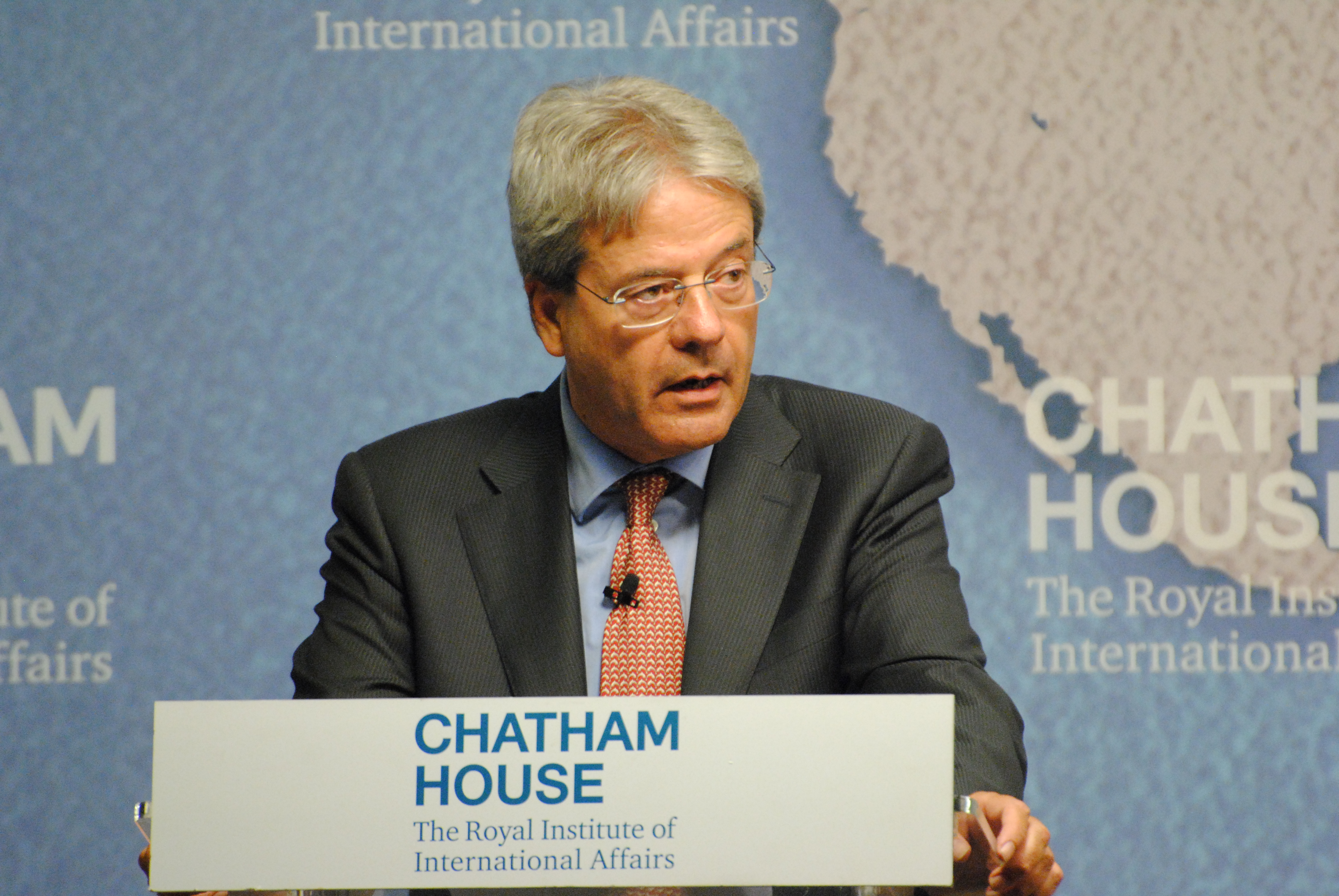
Paolo Gentiloni, Presidente del Consiglio dal 2016 al 2018.

  - Dal 12 dicembre 2016 al 1º giugno 2018
  - Composizione del governo: PD, NCD/AP, CpE, Demo.S, CD, PSI, Indipendenti
  - Presidente del Consiglio dei Ministri: Paolo Gentiloni (deputato, PD)

## Camera dei deputati
Composizione della Camera dei deputati nel 2017, con il governo Gentiloni:
- Partito Democratico
- Alternativa Popolare-Centristi per l'Europa-NCD-Noi con L'Italia
- Noi con l'Italia-Scelta Civica per l'Italia-MAIE
- Democrazia Solidale - Centro Democratico
- Gruppo misto[63]

Opposizione
- Movimento 5 Stelle
- Articolo 1 - Movimento Democratico e Progressista-Liberi e Uguali
- Forza Italia - Il Popolo della Libertà - Berlusconi Presidente
- Lega Nord e Autonomie - Lega dei Popoli - Noi con Salvini
- Sinistra Italiana-Sinistra Ecologia Libertà-Possibile-Liberi e Uguali
- Fratelli d'Italia - Alleanza Nazionale
- Gruppo misto[64]

### Ufficio di Presidenza
- Presidente:

Laura Boldrini (Misto) - L'elezione è avvenuta il 16 marzo 2013.
- Vice presidenti:

1. Marina Sereni (PD)
2. Roberto Giachetti (PD)
3. Luigi Di Maio (M5S)
4. Simone Baldelli (FI-PdL) - (Dal 25/09/2013)

Cessati dalla carica:
1. Maurizio Lupi (PdL) - (Fino al 29/04/2013)

- Questori:

1. Stefano Dambruoso (Misto-CI-EPI)
2. Paolo Fontanelli (MDP-LU)
3. Gregorio Fontana (FI-PdL)

- Segretari:

1. Anna Rossomando (PD)
2. Anna Margherita Miotto (PD)
3. Ferdinando Adornato (AP-CpE-NCD-NcI)
4. Caterina Pes (PD)
5. Valeria Valente (PD)
6. Riccardo Fraccaro (M5S)
7. Claudia Mannino (Misto)
8. Manfred Schullian (Misto-Min.Ling.) - (Dal 26/03/2013)
9. Davide Caparini (LNA) - (Dal 26/03/2013)
10. Annalisa Pannarale (SI-SEL-Pos-LU) - (Dal 26/03/2013 al 31/10/2014 e dal 24/05/2017)
11. Edmondo Cirielli (FdI-AN) - (Dal 16/04/2013)
12. Raffaello Vignali (AP-CpE-NCD-NcI) - (Dall'8/04/2014)
13. Giovanni Sanga (PD) - (Dal 02/07/2014)
14. Roberto Capelli (DeS-CD) - (Dal 17/09/2015)
15. Giulio Cesare Sottanelli (NcI-SCpI-MAIE) - (Dal 09/11/2016)

Cessati dalla carica:
1. Gianpiero Bocci (PD) - (Fino al 03/05/2013)
2. Enrico Gasbarra (PD) - (Dal 25/09/2013 al 25/06/2014)
3. Gianni Melilla (SI-SEL) - (Dall'11/11/2014 al 06/03/2017)

### Capigruppo parlamentari
| Gruppo parlamentare | Gruppo parlamentare                                                   | Presidente | Seggi     |
| ------------------- | --------------------------------------------------------------------- | --- | --------- |
|                     | Partito Democratico (Italia)                                          | Ettore Rosato (dal 17/06/2015) Roberto Speranza (fino al 17/06/2015) | 281 / 630 |
|                     | Movimento 5 Stelle                                                    | Andrea Colletti (dall'11/09/2017) Andrea Cecconi (dal 09/06/2016 all'11/09/2017) Federico D'Incà (dal 01/06/2015 al 09/06/2016) Alessio Mattia Villarosa (dal 04/09/2014 al 25/03/2015) Riccardo Nuti (dal 24/07/2013 al 04/09/2014) Roberta Lombardi (fino al 24/07/2013) | 88 / 630  |
|                     | Gruppo misto                                                          | Pino Pisicchio | 62 / 630  |
|                     | Forza Italia - Il Popolo della Libertà - Berlusconi Presidente        | Renato Brunetta | 56 / 630  |
|                     | Articolo 1-Movimento Democratico e Progressista-Liberi e Uguali       | Francesco Laforgia | 42 / 630  |
|                     | Alternativa Popolare-Centristi per l'Europa-NCD-Noi con L'Italia      | Maurizio Lupi (dal 09/04/2015) Nunzia De Girolamo (dal 06/03/2014 al 09/04/2015) Enrico Costa (fino al 06/03/2014) | 23 / 630  |
|                     | Lega Nord e Autonomie - Lega dei Popoli - Noi con Salvini             | Massimiliano Fedriga (dall'08/07/2014) Giancarlo Giorgetti (fino all'08/07/2014) | 22 / 630  |
|                     | Sinistra Italiana-Sinistra Ecologia Libertà-Possibile-Liberi e Uguali | Giulio Marcon (dal 28/02/2017) Arturo Scotto (dal 09/07/2014 al 28/02/2017) Nicola Fratoianni (dal 23/06/2014 al 09/07/2014) Gennaro Migliore (fino al 23/06/2014) | 17 / 630  |
|                     | Noi con L'Italia-Scelta Civica per l'Italia-MAIE                      | Francesco Saverio Romano (dall'11/11/2016) Giulio Cesare Sottanelli (fino all'11/11/2016) | 15 / 630  |
|                     | Democrazia Solidale-Centro Democratico                                | Lorenzo Dellai | 12 / 630  |
|                     | Fratelli d'Italia - Alleanza Nazionale                                | Fabio Rampelli (dal 17/06/2014) Giorgia Meloni (fino al 17/06/2014) | 12 / 630  |

#### Gruppi cessati di esistere nel corso della legislatura
| Gruppo parlamentare | Gruppo parlamentare | Presidente | Data di scioglimento |
| ------------------- | ------------------- | --- | -------------------- |
|                     | Civici e Innovatori | Giovanni Monchiero (dal 24/09/2015) Andrea Mazziotti di Celso (dal 16/07/2014 al 24/09/2015) Andrea Romano (dall'11/12/2013 al 04/06/2014) Lorenzo Dellai (fino al 10/12/2013) | 10/07/2017           |

### Commissioni parlamentari
| #    | Commissione                              | Presidente                                        | Presidente                                              |
| ---- | ---------------------------------------- | ------------------------------------------------- | ------------------------------------------------------- |
| I    | Affari Costituzionali                    |                                                   | Andrea Mazziotti di Celso (Misto-CI-EPI) dal 21/07/2015 |
| I    | Affari Costituzionali                    | Francesco Paolo Sisto (FI-PdL) fino al 20/07/2015 |                                                         |
| II   | Giustizia                                |                                                   | Donatella Ferranti (PD)                                 |
| III  | Affari Esteri                            |                                                   | Fabrizio Cicchitto (AP-CpE-NCD-NcI)                     |
| IV   | Difesa                                   |                                                   | Francesco Saverio Garofani (PD) dal 21/07/2015          |
| IV   | Difesa                                   | Elio Vito (FI-PdL) fino al 20/07/2015             |                                                         |
| V    | Bilancio, tesoro e programmazione        |                                                   | Francesco Boccia (PD)                                   |
| VI   | Finanze                                  |                                                   | Maurizio Bernardo (PD) dal 21/07/2015                   |
| VI   | Finanze                                  | Daniele Capezzone (FI-PdL) fino al 20/07/2015     |                                                         |
| VII  | Cultura, scienza e istruzione            |                                                   | Flavia Piccoli Nardelli (PD) dal 21/07/2015             |
| VII  | Cultura, scienza e istruzione            | Giancarlo Galan (FI-PdL) fino al 20/07/2015       |                                                         |
| VIII | Ambiente, territorio e lavori pubblici   |                                                   | Ermete Realacci (PD)                                    |
| IX   | Trasporti, poste e telecomunicazioni     |                                                   | Michele Meta (PD)                                       |
| X    | Attività produttive, commercio e turismo |                                                   | Guglielmo Epifani (MDP-LU)                              |
| XI   | Lavoro                                   |                                                   | Cesare Damiano (PD)                                     |
| XII  | Affari sociali                           |                                                   | Mario Marazziti (DeS-CD) dal 21/07/2015                 |
| XII  | Affari sociali                           | Pierpaolo Vargiu (SCpI) fino al 21/07/2015        |                                                         |
| XIII | Agricoltura                              |                                                   | Luca Sani (PD)                                          |
| XIV  | Politiche dell'Unione Europea            |                                                   | Michele Bordo (PD)                                      |

### Riepilogo della composizione
| Gruppo parlamentare alla Camera dei deputati | Gruppo parlamentare alla Camera dei deputati                          | Gruppo parlamentare alla Camera dei deputati                                          | Gruppo parlamentare alla Camera dei deputati                          | Inizio legislatura | 2013 | 2014 | 2015 | 2016 | 2017 | Fine legislatura |
| -------------------------------------------- | --------------------------------------------------------------------- | ------------------------------------------------------------------------------------- | --------------------------------------------------------------------- | ------------------ | ---- | ---- | ---- | ---- | ---- | ---------------- |
|                                              | Partito Democratico                                                   | Partito Democratico                                                                   | Partito Democratico                                                   | 293                | 293  | 307  | 300  | 301  | 282  | 281              |
|                                              | MoVimento 5 Stelle                                                    | MoVimento 5 Stelle                                                                    | MoVimento 5 Stelle                                                    | 109                | 106  | 101  | 91   | 91   | 88   | 88               |
|                                              | Forza Italia-Il Popolo della Libertà-Berlusconi Presidente            | Forza Italia-Il Popolo della Libertà-Berlusconi Presidente                            | Forza Italia-Il Popolo della Libertà-Berlusconi Presidente            | 97                 | 67   | 70   | 55   | 50   | 56   | 56               |
|                                              | Articolo 1-Movimento Democratico e Progressista-Liberi e Uguali       | Articolo 1-Movimento Democratico e Progressista-Liberi e Uguali                       | Articolo 1-Movimento Democratico e Progressista-Liberi e Uguali       | —                  | —    | —    | —    | —    | 44   | 42               |
|                                              | Alternativa Popolare-Centristi per l'Europa-NCD-Noi con l'Italia      | Alternativa Popolare-Centristi per l'Europa-NCD-Noi con l'Italia                      | Alternativa Popolare-Centristi per l'Europa-NCD-Noi con l'Italia      | —                  | 29   | 34   | 31   | 26   | 22   | 23               |
|                                              | Lega Nord e Autonomie - Lega dei Popoli - Noi con Salvini             | Lega Nord e Autonomie - Lega dei Popoli - Noi con Salvini                             | Lega Nord e Autonomie - Lega dei Popoli - Noi con Salvini             | 20                 | 20   | 20   | 16   | 19   | 22   | 22               |
|                                              | Sinistra Italiana-Sinistra Ecologia Libertà-Possibile-Liberi e Uguali | Sinistra Italiana-Sinistra Ecologia Libertà-Possibile-Liberi e Uguali                 | Sinistra Italiana-Sinistra Ecologia Libertà-Possibile-Liberi e Uguali | 37                 | 37   | 26   | 31   | 31   | 17   | 17               |
|                                              | Noi con l'Italia-Scelta Civica per l'Italia-MAIE                      | Noi con l'Italia-Scelta Civica per l'Italia-MAIE                                      | Noi con l'Italia-Scelta Civica per l'Italia-MAIE                      | —                  | —    | —    | —    | 16   | 15   | 15               |
|                                              | Democrazia Solidale-Centro Democratico                                | Democrazia Solidale-Centro Democratico                                                | Democrazia Solidale-Centro Democratico                                | —                  | 20   | 13   | 13   | 13   | 12   | 12               |
|                                              | Fratelli d'Italia - Alleanza Nazionale                                | Fratelli d'Italia - Alleanza Nazionale                                                | Fratelli d'Italia - Alleanza Nazionale                                | —                  | 9    | 9    | 8    | 11   | 12   | 12               |
|                                              | Civici e Innovatori                                                   | Civici e Innovatori                                                                   | Civici e Innovatori                                                   | 47                 | 26   | 25   | 23   | 17   | —    | —                |
|                                              | Gruppo misto                                                          |                                                                                       | Non iscritti                                                          | 27                 | 5    | 10   | 16   | 11   | 16   | 18               |
|                                              | Gruppo misto                                                          | Civici e Innovatori-Energie PER l'Italia                                              | —                                                                     | —                  | —    | —    | —    | 14   | 14   |                  |
|                                              | Gruppo misto                                                          | Direzione Italia                                                                      | —                                                                     | —                  | —    | 11   | 11   | 10   | 10   |                  |
|                                              | Gruppo misto                                                          | Minoranze Linguistiche                                                                | —                                                                     | 5                  | 5    | 6    | 6    | 6    | 6    |                  |
|                                              | Gruppo misto                                                          | UDC-Idea                                                                              | —                                                                     | —                  | —    | —    | 4    | 6    | 6    |                  |
|                                              | Gruppo misto                                                          | Alternativa Libera-Tutti Insieme per l'Italia                                         | —                                                                     | —                  | —    | 10   | 10   | 5    | 5    |                  |
|                                              | Gruppo misto                                                          | Partito Socialista Italiano (PSI) - Liberali per l'Italia (PLI) - Indipendenti        | —                                                                     | 4                  | 6    | 5    | 3    | 3    | 3    |                  |
|                                              | Gruppo misto                                                          | FARE!-PRI-Liberali                                                                    | —                                                                     | —                  | —    | —    | 3    | —    | —    |                  |
|                                              | Gruppo misto                                                          | USEI-IDEA                                                                             | —                                                                     | —                  | —    | 5    | 4    | —    | —    |                  |
|                                              | Gruppo misto                                                          | Movimento PPA-Moderati                                                                | —                                                                     | —                  | —    | —    | 3    | —    | —    |                  |
|                                              | Gruppo misto                                                          | Alleanza Liberalpopolare Autonomie ALA-MAIE-Movimento Associativo Italiani all'Estero | —                                                                     | 4                  | 4    | 9    | —    | —    | —    |                  |
|                                              | Gruppo misto                                                          | Centro Democratico                                                                    | —                                                                     | 5                  | —    | —    | —    | —    | —    |                  |
|                                              | Gruppo misto                                                          | Libertà e Diritti - Socialisti europei (LED)                                          | —                                                                     | —                  | —    | —    | —    | —    | —    |                  |
| Totale gruppo misto                          | Totale gruppo misto                                                   | 27                                                                                    | 23                                                                    | 25                 | 62   | 55   | 60   | 62   |      |                  |
| Totale                                       | Totale                                                                | Totale                                                                                | Totale                                                                | 630                | 630  | 630  | 630  | 630  | 630  | 630              |

## Senato della Repubblica
Composizione del Senato della Repubblica nel 2017, con il governo Gentiloni:
Maggioranza
- Partito Democratico
- Alternativa Popolare-Centristi per l'Europa-NCD
- Per le Autonomie (SVP-UV-PATT-UPT)-PSI-MAIE
- ALA (Alleanza Liberalpopolare-Autonomie)-PRI (Partito Repubblicano Italiano)
- Gruppo misto[201][202]

Opposizione
- Forza Italia - Il Popolo della Libertà XVII Legislatura
- Movimento 5 Stelle
- Articolo 1 - Movimento Democratico e Progressista-Liberi e Uguali
- Grandi Autonomie e Libertà-Unione dei Democratici Cristiani e dei Democratici di Centro
- Lega Nord e Autonomie
     Gruppo misto[204]

### Consiglio di Presidenza
- Presidente: Pietro Grasso (Misto)[205]- L'elezione è avvenuta il 16 marzo 2013.
- Vice Presidenti:

1. Linda Lanzillotta (PD)
2. Roberto Calderoli (Misto-LpSP)[206]
3. Maurizio Gasparri (FI-PdL XVII)
4. Rosa Maria Di Giorgi (PD) - (Dal 22/02/2017)

Cessati dalla carica:
1. Valeria Fedeli (PD) - (Fino all'11/12/2016)

- Questori:

1. Antonio De Poli (GAL-UDC)
2. Laura Bottici (M5S)
3. Lucio Malan (FI-PdL XVII)

- Segretari:

1. Silvana Amati (PD)
2. Angelica Saggese (PD)
3. Hans Berger (Aut (SVP-UV-PATT-UPT)-PSI-MAIE) - (Dall'08/05/2013)
4. Alessia Petraglia (Misto-SI-SEL-LeU) - (Dall'08/05/2013)
5. Carlo Pegorer (Art.1-MDP-LeU) - (Dal 23/04/2014)
6. Raffaele Volpi (LN-Aut) - (Dal 04/06/2014)
7. Cosimo Sibilia (FI-PdL XVII) - (Dal 15/10/2014)
8. Francesco Scoma (FI-PdL XVII) - (Dal 12/11/2014)
9. Francesco Colucci (AP-CpE-NCD) - (Dal 29/03/2017)
10. Vittorio Fravezzi (Aut (SVP-UV-PATT-UPT)-PSI-MAIE) - (Dal 29/03/2017)
11. Giovanni Mauro (GAL-UDC) - (Dal 29/03/2017)

Cessati dalla carica:
1. Luciano Pizzetti (PD) - (Fino al 27/02/2014)
2. Giacomo Stucchi (LN-Aut) - (Fino al 03/06/2014)
3. Alessandra Mussolini (FI-PdL XVII) - (Fino al 30/06/2014)
4. Maria Elisabetta Alberti Casellati (FI-PdL XVII) - (Fino al 25/09/2014)
5. Lucio Barani (GAL (GS, MpA, NPSI, PpI, IdV, VGF, FV)) - (Dall'08/05/2013 al 29/07/2015)
6. Antonio Gentile (AP (NCD-UDC)) - (Fino al 29/01/2016)
7. Rosa Maria Di Giorgi (PD) - (Fino al 21/02/2017)

### Capigruppo parlamentari
| Gruppo parlamentare | Gruppo parlamentare                                                                     | Presidente | Seggi    |
| ------------------- | --------------------------------------------------------------------------------------- | --- | -------- |
|                     | Partito Democratico (Italia)                                                            | Luigi Zanda | 97 / 321 |
|                     | Forza Italia-Il Popolo della Libertà XVII Legislatura                                   | Paolo Romani (dal 25 novembre 2013) Renato Schifani (fino al 17 novembre 2013) | 44 / 321 |
|                     | Movimento 5 Stelle                                                                      | Vilma Moronese (dal 21 dicembre 2017) Giovanni Endrizzi (dal 5 ottobre 2017 al 20 dicembre 2017) Enrico Cappelletti (dal 27 giugno 2017 al 5 ottobre 2017) Carlo Martelli (dal 28 marzo 2017 al 26 giugno 2017) Michela Montevecchi (dal 20 dicembre 2016 al 28 marzo 2017) Luigi Gaetti (dal 13 settembre 2016 al 19 dicembre 2016) Stefano Lucidi (dal 12 maggio 2016 al 13 settembre 2016) Nunzia Catalfo (dal 2 febbraio 2016 al 12 maggio 2016) Mario Michele Giarrusso (dal 2 novembre 2015 al 2 febbraio 2016) Gianluca Castaldi (dal 24 luglio 2015 al 2 novembre 2015) Bruno Marton (dal 22 aprile 2015 al 23 luglio 2015) Andrea Cioffi (dal 16 gennaio 2015 al 22 aprile 2015) Alberto Airola (dal 16 ottobre 2014 al 15 gennaio 2015) Vito Rosario Petrocelli (dal 14 luglio 2014 al 15 ottobre 2014) Maurizio Buccarella (dal 14 aprile 2014 al 13 luglio 2014) Vincenzo Santangelo (dal 10 gennaio 2014 al 13 aprile 2014) Paola Taverna (dal 30 settembre 2013 al 9 gennaio 2014) Nicola Morra (dal 17 giugno 2013 al 29 settembre 2013) Vito Claudio Crimi (fino al 16 giugno 2013) | 35 / 321 |
|                     | Gruppo misto                                                                            | Loredana De Petris | 27 / 321 |
|                     | Alternativa Popolare-Centristi per l'Europa-NCD                                         | Laura Bianconi (dal 20 luglio 2016) Renato Schifani (dall'11 febbraio 2015 al 19 luglio 2016) Maurizio Sacconi (fino al 5 febbraio 2015) | 24 / 321 |
|                     | Per le Autonomie (SVP-UV-PATT-UPT) - PSI - MAIE                                         | Karl Zeller | 18 / 321 |
|                     | Articolo 1 - Movimento Democratico e Progressista - Liberi e Uguali                     | Maria Cecilia Guerra | 16 / 321 |
|                     | Grandi Autonomie e Libertà-Unione dei Democratici Cristiani e dei Democratici di Centro | Mario Ferrara | 14 / 321 |
|                     | ALA (Alleanza Liberalpopolare-Autonomie)-PRI (Partito Repubblicano Italiano)            | Lucio Barani | 13 / 321 |
|                     | Lega Nord e Autonomie                                                                   | Gian Marco Centinaio (dall'8 luglio 2014) Massimo Bitonci (fino al 2 luglio 2014) | 11 / 321 |
|                     | Noi con l'Italia                                                                        | Antonio Scavone (dal 16 gennaio 2018) Lucio Tarquinio (fino al 16 gennaio 2018) | 11 / 321 |
|                     | Federazione della Libertà (Idea-Popolo e Libertà, PLI)                                  | Gaetano Quagliariello | 10 / 321 |

#### Gruppi cessati di esistere nel corso della legislatura
| Gruppo parlamentare | Gruppo parlamentare        | Presidente | Data di scioglimento |
| ------------------- | -------------------------- | --- | -------------------- |
|                     | Per l'Italia               | Lucio Romano (dal 6 novembre 2013 al 2 dicembre 2014) Gianluca Susta (dall'8 maggio 2013 al 5 novembre 2013) Mario Mauro (fino al 7 maggio 2013) | 18/12/2014           |
|                     | Scelta Civica per l'Italia | Gianluca Susta (fino al 17 febbraio 2015) | 25/02/2015           |
|                     | Conservatori e Riformisti  | Anna Cinzia Bonfrisco (fino al 27 febbraio 2017)                                                                                                 | 01/04/2017           |

### Commissioni parlamentari
| #    | Commissione                             | Presidente                                             | Presidente                                             |
| ---- | --------------------------------------- | ------------------------------------------------------ | ------------------------------------------------------ |
| I    | Affari Costituzionali                   |                                                        | Salvatore Torrisi (AP-CpE-NCD) dal 05/04/2017          |
| I    | Affari Costituzionali                   | Anna Finocchiaro (PD) fino al 12/12/2016               |                                                        |
| II   | Giustizia                               |                                                        | Nico D'Ascola (AP-CpE-NCD) dal 21/01/2016              |
| II   | Giustizia                               | Nitto Francesco Palma (FI-PdL XVII) fino al 20/01/2016 |                                                        |
| III  | Affari Esteri, Emigrazione              |                                                        | Pier Ferdinando Casini (AP-CpE-NCD) fino al 27/09/2017 |
| IV   | Difesa                                  |                                                        | Nicola Latorre (PD)                                    |
| V    | Bilancio                                |                                                        | Giorgio Tonini (PD) dal 22/10/2015                     |
| V    | Bilancio                                | Antonio Azzollini (AP-CpE-NCD) fino al 08/07/2015      |                                                        |
| VI   | Finanze e Tesoro                        |                                                        | Mauro Maria Marino (PD)                                |
| VII  | Istruzione pubblica e Beni culturali    |                                                        | Andrea Marcucci (PD)                                   |
| VIII | Lavori pubblici, Comunicazioni          |                                                        | Altero Matteoli (FI-PdL XVII) Fino al 18/12/2017       |
| IX   | Agricoltura e Produzione agroalimentare |                                                        | Roberto Formigoni (AP-CpE-NCD)                         |
| X    | Industria, Commercio e Turismo          |                                                        | Massimo Mucchetti (PD)                                 |
| XI   | Lavoro e Previdenza sociale             |                                                        | Maurizio Sacconi (AP-CpE-NCD)                          |
| XII  | Igiene e Sanità                         |                                                        | Emilia Grazia De Biasi (PD)                            |
| XIII | Territorio, Ambiente, Beni ambientali   |                                                        | Giuseppe Francesco Maria Marinello (AP-CpE-NCD)        |
| XIV  | Politiche dell'Unione Europea           |                                                        | Vannino Chiti (PD)                                     |

### Riepilogo della composizione
| Gruppo parlamentare al Senato della Repubblica            | Gruppo parlamentare al Senato della Repubblica                                          | Gruppo parlamentare al Senato della Repubblica                                          | Gruppo parlamentare al Senato della Repubblica                                          | Inizio legislatura | 2013 | 2014 | 2015 | 2016 | 2017 | Fine legislatura |
| --------------------------------------------------------- | --------------------------------------------------------------------------------------- | --------------------------------------------------------------------------------------- | --------------------------------------------------------------------------------------- | ------------------ | ---- | ---- | ---- | ---- | ---- | ---------------- |
|                                                           | Partito Democratico                                                                     | Partito Democratico                                                                     | Partito Democratico                                                                     | 106                | 108  | 108  | 112  | 113  | 97   | 97               |
|                                                           | Forza Italia-Il Popolo della Libertà XVII Legislatura                                   | Forza Italia-Il Popolo della Libertà XVII Legislatura                                   | Forza Italia-Il Popolo della Libertà XVII Legislatura                                   | 92                 | 60   | 60   | 41   | 42   | 44   | 44               |
|                                                           | Movimento 5 Stelle                                                                      | Movimento 5 Stelle                                                                      | Movimento 5 Stelle                                                                      | 53                 | 50   | 39   | 35   | 35   | 35   | 35               |
|                                                           | Alternativa Popolare-Centristi per l'Europa-NCD                                         | Alternativa Popolare-Centristi per l'Europa-NCD                                         | Alternativa Popolare-Centristi per l'Europa-NCD                                         | —                  | 31   | 36   | 31   | 29   | 24   | 24               |
|                                                           | Per le Autonomie (SVP-UV-PATT-UPT) - PSI - MAIE                                         | Per le Autonomie (SVP-UV-PATT-UPT) - PSI - MAIE                                         | Per le Autonomie (SVP-UV-PATT-UPT) - PSI - MAIE                                         | 10                 | 12   | 16   | 20   | 19   | 18   | 18               |
|                                                           | Articolo 1 - Movimento Democratico e Progressista - Liberi e Uguali                     | Articolo 1 - Movimento Democratico e Progressista - Liberi e Uguali                     | Articolo 1 - Movimento Democratico e Progressista - Liberi e Uguali                     | —                  | —    | —    | —    | —    | 16   | 16               |
|                                                           | Grandi Autonomie e Libertà-Unione dei Democratici Cristiani e dei Democratici di Centro | Grandi Autonomie e Libertà-Unione dei Democratici Cristiani e dei Democratici di Centro | Grandi Autonomie e Libertà-Unione dei Democratici Cristiani e dei Democratici di Centro | —                  | 11   | 15   | 15   | 14   | 14   | 14               |
|                                                           | ALA (Alleanza Liberal Popolare)-PRI (Partito Repubblicano Italiano)                     | ALA (Alleanza Liberal Popolare)-PRI (Partito Repubblicano Italiano)                     | ALA (Alleanza Liberal Popolare)-PRI (Partito Repubblicano Italiano)                     | —                  | —    | —    | 17   | 18   | 12   | 13               |
|                                                           | Lega Nord e Autonomie                                                                   | Lega Nord e Autonomie                                                                   | Lega Nord e Autonomie                                                                   | 17                 | 15   | 15   | 12   | 12   | 11   | 11               |
|                                                           | Noi con l'Italia                                                                        | Noi con l'Italia                                                                        | Noi con l'Italia                                                                        | —                  | —    | —    | —    | —    | 11   | 11               |
|                                                           | Federazione della Libertà (Idea-Popolo e Libertà, PLI)                                  | Federazione della Libertà (Idea-Popolo e Libertà, PLI)                                  | Federazione della Libertà (Idea-Popolo e Libertà, PLI)                                  | —                  | —    | —    | —    | —    | 10   | 10               |
|                                                           | Conservatori e Riformisti                                                               | Conservatori e Riformisti                                                               | Conservatori e Riformisti                                                               | —                  | —    | —    | 10   | 10   | —    | —                |
|                                                           | Scelta Civica per l'Italia                                                              | Scelta Civica per l'Italia                                                              | Scelta Civica per l'Italia                                                              | —                  | 8    | 7    | —    | —    | —    | —                |
|                                                           | Per l'Italia                                                                            | Per l'Italia                                                                            | Per l'Italia                                                                            | 21                 | 12   | —    | —    | —    | —    | —                |
|                                                           | Gruppo misto                                                                            |                                                                                         | Non iscritti                                                                            | 20                 | 4    | 10   | 12   | 8    | 10   | 11               |
|                                                           | Gruppo misto                                                                            | Sinistra Italiana - Sinistra Ecologia Libertà - Liberi e Uguali                         | —                                                                                       | 7                  | 7    | 6    | 8    | 7    | 7    |                  |
|                                                           | Gruppo misto                                                                            | Insieme per l'Italia                                                                    | —                                                                                       | —                  | —    | —    | 2    | 2    | 2    |                  |
|                                                           | Gruppo misto                                                                            | Italia dei Valori                                                                       | —                                                                                       | —                  | —    | 2    | 3    | 2    | 1    |                  |
|                                                           | Gruppo misto                                                                            | Movimento X                                                                             | —                                                                                       | —                  | 4    | 1    | 1    | 1    | 1    |                  |
|                                                           | Gruppo misto                                                                            | Liguria Civica                                                                          | —                                                                                       | —                  | 1    | 1    | 1    | 1    | 1    |                  |
|                                                           | Gruppo misto                                                                            | Movimento La Puglia in Più                                                              | —                                                                                       | —                  | —    | 1    | 1    | 1    | 1    |                  |
|                                                           | Gruppo misto                                                                            | Campo Progressista-Sardegna                                                             | —                                                                                       | —                  | —    | —    | —    | 1    | 1    |                  |
|                                                           | Gruppo misto                                                                            | Fratelli d'Italia - Alleanza Nazionale                                                  | —                                                                                       | —                  | —    | —    | —    | 1    | 1    |                  |
|                                                           | Gruppo misto                                                                            | Lega per Salvini Premier                                                                | —                                                                                       | —                  | —    | —    | —    | 1    | 1    |                  |
|                                                           | Gruppo misto                                                                            | Fare!                                                                                   | —                                                                                       | —                  | —    | 3    | 3    | —    | —    |                  |
|                                                           | Gruppo misto                                                                            | UDC                                                                                     | —                                                                                       | —                  | —    | —    | —    | —    | —    |                  |
|                                                           | Gruppo misto                                                                            | Federazione dei Verdi                                                                   | —                                                                                       | —                  | —    | —    | 1    | —    | —    |                  |
|                                                           | Gruppo misto                                                                            | L'Altra Europa con Tsipras                                                              | —                                                                                       | —                  | 2    | 2    | —    | —    | —    |                  |
|                                                           | Gruppo misto                                                                            | Verdi                                                                                   | —                                                                                       | —                  | —    | —    | —    | —    | —    |                  |
|                                                           | Gruppo misto                                                                            | Sinistra al Lavoro                                                                      | —                                                                                       | —                  | —    | —    | —    | —    | —    |                  |
|                                                           | Gruppo misto                                                                            | Gruppo Azione Partecipazione popolare                                                   | —                                                                                       | 3                  | —    | —    | —    | —    | —    |                  |
| Totale gruppo misto                                       | Totale gruppo misto                                                                     | 20                                                                                      | 14                                                                                      | 24                 | 28   | 28   | 27   | 27   |      |                  |
| Senatori a vita non iscritti ad alcun gruppo parlamentare | Senatori a vita non iscritti ad alcun gruppo parlamentare                               | Senatori a vita non iscritti ad alcun gruppo parlamentare                               | Senatori a vita non iscritti ad alcun gruppo parlamentare                               | —                  | —    | —    | —    | —    | —    | 1                |
| Seggi vacanti                                             | Seggi vacanti                                                                           | Seggi vacanti                                                                           | Seggi vacanti                                                                           | —                  | —    | —    | —    | —    | 1    | —                |
| Totale                                                    | Totale                                                                                  | Totale                                                                                  | Totale                                                                                  | 319                | 321  | 320  | 321  | 320  | 320  | 321              |

Al Senato si aggiungono ai membri eletti i sei senatori a vita in carica: uno di diritto, Giorgio Napolitano (dal 14 gennaio 2015), in quanto ex Presidente della Repubblica Italiana, e cinque di nomina presidenziale, fra cui Mario Monti (dal 9 novembre 2011), Elena Cattaneo, Renzo Piano, Carlo Rubbia (dal 30 agosto 2013) e Liliana Segre (dal 19 gennaio 2018); al termine della legislatura il Senato era pertanto composto da 321 membri. All'inizio della legislatura i senatori a vita erano quattro, ma il 6 maggio 2013 è deceduto Giulio Andreotti (nominato il 1º giugno 1991 da Francesco Cossiga) e il 24 giugno 2013 è deceduto Emilio Colombo (nominato il 14 giugno 2003 da Carlo Azeglio Ciampi), mentre il 30 agosto 2013 il presidente della Repubblica Giorgio Napolitano ha nominato Claudio Abbado, Elena Cattaneo, Renzo Piano e Carlo Rubbia senatori a vita. Il 20 gennaio 2014 è deceduto Claudio Abbado e il 14 gennaio 2015 il presidente della Repubblica, Giorgio Napolitano si è dimesso dall'incarico, ed è diventato senatore di diritto e a vita. Dopodiché il 16 settembre 2016 è deceduto Carlo Azeglio Ciampi, che era in carica dal 15 maggio 2006. Infine, il 19 gennaio, il Presidente Sergio Mattarella, ha nominato Liliana Segre.

## Statistiche e primati
Rispetto a tutte quelle che l'hanno preceduta, è stata la legislatura con l'età media più bassa e con il maggior numero di donne in Parlamento. Infatti la percentuale complessiva di donne è del 31% (32% alla Camera e 30% al Senato) e l'età media complessiva è di 49 anni (45 alla Camera e 53 al Senato).
Il parlamentare eletto più anziano è stato il senatore Sergio Zavoli, di 89 anni al momento dell'elezione, votato nelle liste del Partito Democratico (dal 16 settembre 2016 è anche il parlamentare più anziano in assoluto). Il più giovane è il deputato Enzo Lattuca, anch'egli del PD, di 25 anni e 15 giorni al momento dell'elezione, il più giovane nella storia repubblicana. Il senatore più anziano in assoluto è stato in un primo tempo Giulio Andreotti, di 94 anni, fino al 6 maggio 2013, data del suo decesso, seguito da Emilio Colombo, di 93 anni, dal 6 maggio al 24 giugno 2013, data della sua morte e da Carlo Azeglio Ciampi dal 24 giugno 2013 al 16 settembre 2016, deceduto a 95 anni.